# Philharmostes perrieri
Philharmostes perrieri is een keversoort uit de familie Hybosoridae. De wetenschappelijke naam van de soort is voor het eerst geldig gepubliceerd in 1898 door Fairmaire.